# Adektitopus
Adektitopus är ett släkte av steklar. Adektitopus ingår i familjen sköldlussteklar.
Kladogram enligt Catalogue of Life:
| Adektitopus | \| \| Adektitopus gordhi \| \| \| \| \| \| Adektitopus longipennis \| \| \| \| |
|             | \| \| Adektitopus gordhi \| \| \| \| \| \| Adektitopus longipennis \| \| \| \| |
|             | Adektitopus gordhi                                                             |
|             |                                                                                |
|             | Adektitopus longipennis                                                        |
|             |                                                                                |